# El Cazador (Anime)
El Cazador (jap. エル・カザド Eru Kazado), im Untertitel als El Cazador de la Bruja (span. „Der Jäger der Hexe“/„Der Hexenjäger“) bezeichnet, ist eine Anime-Fernsehserie, die vom Studio Bee Train und Regisseur Kōichi Mashimo produziert und im Jahr 2007 auf TV Tokyo erstmals in Japan ausgestrahlt wurde. Eine Manga-Adaption wurde von März bis August 2007 im Magazin Champion Red herausgegeben. Das Werk lässt sich in die Genre Mystery, Abenteuer und Drama einordnen.

## Handlung
Nach der Ermordung von Professor Schneider, einem Physiker, verschwindet sein wichtigstes Versuchsobjekt, das Mädchen Ellis. Nadie, eine lebhafte Kopfgeldjägerin, erhält den Auftrag, Ellis, die unter Amnesie leidet, zu beschützen. Es stellt sich jedoch heraus, dass Ellis bei Gefahr übernatürliche Kräfte freisetzt, die Gegenstände zerstören, Feuer entzünden und auch Menschen töten können. Dennoch wird die Wahrsagerin, bei der sie Unterschlupf fand, getötet. Nadies Auftraggeberin, Jody Hayward, genannt Blue Eyes, arbeitet für einen Dr. Rosenberg, Leiter des geheimen Projekts Leviathan, an dem auch Professor Schneider arbeitete. Nun will Rosenberg Ellis beobachten und setzt dafür auf L.A., der von Ellis wie besessen ist. Jody hat Nadie ohne Rosenbergs Wissen engagiert.

## Konzeption
Ein Thema des Animes ist, wie auch bei vorherigen Werken von Kōichi Mashimo, Amnesie. Außerdem bildet die Serie nach Noir und Madlax das dritte Werk seiner Girls-with-Guns-Reihe. Im Vergleich zu den Vorgängern ist die Serie aber mehr auf Humor und Unterhaltung angelegt. Die Handlung spielt in einer mexikanisch-anmutenden Western-Umgebung und ist dem Italo-Western nachempfunden sowie als Roadmovie inszeniert.

## Entstehung und Veröffentlichungen
Das Studio Bee Train produzierte die Serie 2007 unter der Regie von Kōichi Mashimo und einem Drehbuch von Kenichi Kanemaki. Das Charakterdesign entwarf Yoko Kikuchi und die künstlerische Leitung übernahm Yoshimi Umino. Für den Ton war Toru Nakano verantwortlich, für die Kameraführung Shinichi Igarashi. Die Produzenten waren Mamiko Aoki und Shigeru Kitayama.
Die Serie wurde vom 2. März bis zum 24. September 2007 in Japan durch den Sender TV Tokyo ausgestrahlt. Ab Juni folgte eine Ausstrahlung durch AT-X. Die Serie wurde in Deutschland, Österreich, der Schweiz und Polen beginnend im Mai 2008 von Anime Virtual komplett auf sechs DVDs veröffentlicht. Auf deren Plattform Anime on Demand kam die Fassung auch per Streaming heraus. Eine englische Fassung wurde vom FUNimation Channel gezeigt sowie auf diversen Streaming-Plattformen veröffentlicht.

### Synchronisation
Die deutsche Synchronfassung entstand bei VSI Berlin unter der Regie und nach einem Dialogbuch von Peer Pfeiffer.
| Rolle              | Japanischer Sprecher (Seiyū) | Deutscher Sprecher |
| ------------------ | ---------------------------- | ------------------ |
| Ellis              | Ai Shimizu                   | Ghadah Al-Akel     |
| Nadie              | Shizuka Itō                  | Tanya Kahana       |
| Jody Hayward       | Aya Hisakawa                 | Gundi Eberhard     |
| Ricardo            | Fumihiko Tachiki             | Peter Flechtner    |
| Douglas Rosenberg  | Kenta Miyake                 | Michael Deffert    |
| Lirio              | Marina Inoue                 | Cosima Ertl        |
| L.A.               | Mamoru Miyano                | Wanja Gerick       |
| Heinrich Schneider | Shin’ichirō Miki             | Gerrit Schmidt-Foß |

### Musik
Die Musik der Serie wurde von Yuki Kajiura komponiert. Der Soundtrack reicht von Panflötenklängen über Choräle bis zu Mundharmonika-Stücken wie bei Italowestern. Für den Vorspann verwendete man Hikari no Yukue (光の行方) von savage genius, der Abspann wurde unterlegt mit romanesque von FictionJunction YUUKA. Innerhalb der Folgen werden folgende Lieder eingespielt:
- cazador del amor von YUUKA

- el cazador von YUUKA

- forest von Emily Bindiger

- I reach for the sun von Emily Bindiger

- inca rose von Yuriko Kaida

- Maxwell's witch von Tokyo Philharmonic Chorus

## Adaptionen

### Manga
Von März bis September 2007 erschien in Japan im Magazin Champion Red des Verlags Akita Shoten ein Manga zum Anime. Der Manga stammt von Shū Hirose und wurde auch in einem Tankōbon veröffentlicht. Eine französische Übersetzung erschien bei Asuka Comics.

### Hörspiel
El Cazador wurde auch als Hörspiel auf CD veröffentlicht. Die beiden CDs erschienen im September und November des Jahres 2007 in Japan.

## Rezeption
Die deutsche Zeitschrift AnimaniA schreibt, El Cazador biete „ein spannendes Mystery-Abenteuer mit Roadmovie- und Western-Elementen“. Leider komme die Geschichte nur langsam in Fahrt. Figurenkonstellation und Konzept erinnerten stark an die Vorgängerserien Noir und Madlax, könnten aber eine gewisse Eigenständigkeit bewahren. Die Animationen seien eher durchschnittlich und es werde viel mit Standbildern gearbeitet. Das Charakterdesign sei wie bei Noir schon sehr attraktiv gelungen. Die Klangkulisse unterstreiche das Feeling des lateinamerikanischen Settings auf ganzer Linie und auch Vor- und Abspannlieder seien gelungen. Für Fans der beiden Vorgängerserien der Reihe sei der Anime jedenfalls zu empfehlen. Auch die deutsche Tonspur sei gelungen.
Laut AnimePro ist die Serie nicht nur ein Abklatsch der Vorgänger Noir und Madlax, sondern hat auch neues zu bieten. Die Atmosphäre erinnere an Italo-Western und die Handlung biete geistreiche Unterhaltung. Die Animation sei ausgezeichnet und die Musik wunderschön. Die Fanzeitschrift Funime schreibt von einem eigentlich vielversprechendem Konzept, das jedoch träge erzählt beginne. Die komischen Szenen neigten dazu, die Handlung zu zerreißen. Die grafische Aufmachung sei eher schlicht und damit ebenfalls ein Minuspunkt, denn opulente Szenen wie in Noir oder den Stil von Madlax suche man vergebens. Die Animationen seien sparsam, die Hintergründe schlicht. Der Soundtrack von Yuki Kajiura wirke wie von früheren Werken abgeschrieben und sei häufig dynamischer als die damit unterlegten Szenen. Zwar schimmere gelegentlich die Qualität der beiden Vorgänger durch, doch zu oft würde versucht, mit Ellis’ Freizügigkeit von der schwachen Handlung abzulenken. Auch die Erklärung von Hexerei sei sehr unglaubwürdig. Die deutsche Fassung sei in Ordnung, wobei die deutsche Synchronisation nicht wirklich zufriedenstellend sei und die Bedienbarkeit der DVD mangelhaft.